# Microbulino
Il microbulino è una tecnica usata nel mesolitico per la produzione di manufatti come le punte di freccia e microliti in genere.

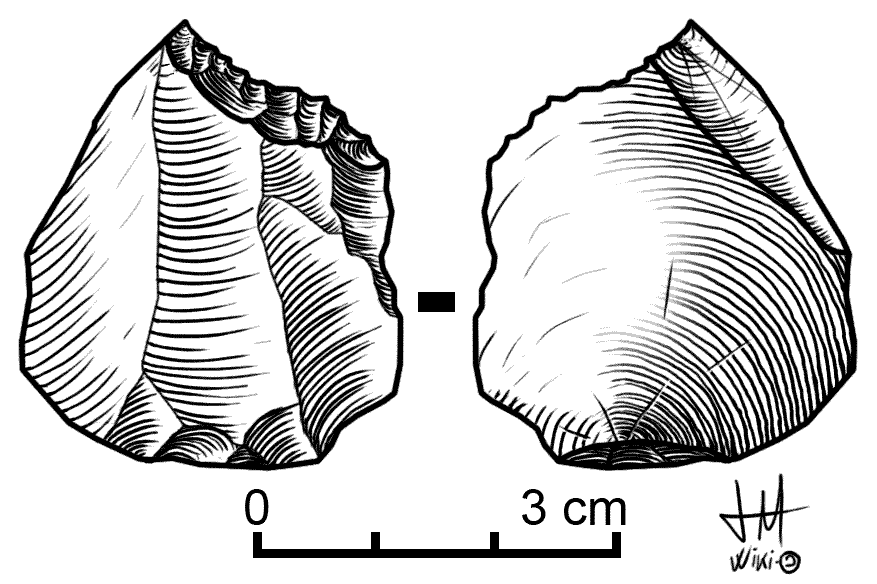
Microbulino

Si crea mediante ritocco un incavo profondo nel margine di una lama o di una scheggia di selce, procedendo ad approfondire l'incavo (in appoggio su un'incudine) si arriverà alla rottura del supporto litico, nel punto desiderato, con un angolo utile alla costruzione di triangoli, trapezi ecc.
Il microbulino è il residuo di questa tecnica: un piccolo oggetto di selce, caratterizzato da un incavo ritoccato, associato a una frattura tipicamente obliqua o ricurva. Non è considerato uno strumento, ma solo uno scarto della produzione di armature geometriche.